# 东阳 (黄萧养)
东阳（1449年九月—1450年五月）为中国明朝时期廣東起事者黄萧养的年号，前后共9個月。

## 公元纪年对照表
| 东阳 | 元年   | 二年   |
| ---- | ------ | ------ |
| 公元 | 1449年 | 1450年 |
| 干支 | 己巳   | 庚午   |

## 同期存在的其他政权年号
- 中國
  - 正统（1436年－1449年）：明朝—明英宗朱祁鎮之年号
  - 景泰（1450年－1457年）：明朝—明代宗朱祁鈺之年号
- 越南
  - 大和或太和（1443年－1454年）：后黎朝—黎仁宗黎邦基之年号
- 日本
  - 文安（1444年－1449年）：后花园天皇之年號
  - 寶德（1449年－1452年）：后花园天皇之年號

## 參看
- 中国年号索引
- 其他东阳的意义